# Prototrochus meridionalis
Prototrochus meridionalis is een zeekomkommer uit de familie Myriotrochidae.
De wetenschappelijke naam van de soort werd in 1977 gepubliceerd door L. v. Salvini-Plawen.